# الجدول الزمني للطب النفسي
الجدول الزمني للطب النفسي هو الجدول الزمني للتطور الحديث في الطب النفسي، واقرأ موضوعات ذات صلة في الجدول الزمني لعلم النفس والجدول الزمني للعلاج النفسي.

## التاريخ المبكر للطب النفسي
عام 1550 قبل الميلاد

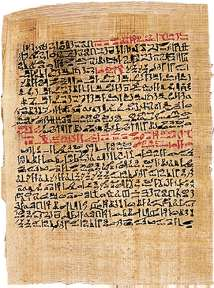
صفحة من ورق البردي

ذكرت احدي بردية إبيرس موجزا مبسطا عن الاكتئاب
القرن السادس قبل الميلاد
في عام 600 ق م، كانت توجد العديد من المدن والمعابد لأسكليبيوس، وكانت تقدم العلاج للأمراض النفسية.
القرن الرابع قبل الميلاد
اعتبر العالم اليوناني أبوقراط أن الاختلالات الفسيولوجية هي سبب الاضطرابات العقلية.
عام 280 قبل الميلاد
درس الفيلسوف والطبيب اليوناني الجهاز العصبي وميز بين الأعصاب الحركية والحسية.
عام 250 قبل الميلاد
درس عالم التشريح اليوناني أسقليبيوس المخ، وميّز بين المخيخ والقشرة المخية.
عام 705 من الميلاد
بني المسلمون أول مسشفي نفسي في بغداد ثم في القاهرة عام 800 ثم في دمشق عام 1720.
القرن الحادي عشر
أدرك الطبيب الشهر ابن سينا دور الفسيولوجيا النفسية في علاج الأمراض، وطور نظام لتغيرات معدل النبض المصاحب للمشاعر الداخلية.
عام 1247
بنيت مستشفى بيت لحم الملكية في بيشوبس خارج جدار لندن، وهي واحدة من مستشفيات الأمراض النفسية القديمة الأكثر شهرة، تأسست بمثابة دير وسام القديسة مريم Bethlem لجمع الصدقات للصليبيين، وبعد أن أصبحت الحكومة الإنجليزية علمانية، بدأت استقبال المرضى النفسيين، وفي عام 1547 تمت المطالبة بها من قبل مدينة لندن، وهي الآن جزء من مؤسسة الصحة الوطنية البريطانية.

## الطب النفسي في عصر الرشد
1656
أسس الملك لويس الرابع عشر ملك فرنسا مستشفى Pitié-Salpêtrière في باريس للمومسات والمعتليين عقليا.
1672
نشر الطبيب الإنجليزي توماس ويليس الاطروحه التشريحية De Anima Brutorum، واصفا علم النفس من خلال وظيفة الدماغ.
1758
نشر الطبيب الإنجليزي ويليام باتي اطروحته على الجنون، داعيا إلى استخدام العلاجات على المرضى الأغنياء والفقراء على حد سواء في المصحات العقلية، مما ساعد في جعل الطب النفسي مهنة محترمة.
1793
عين الطبيب الفرنسي فيليب بينيل في مستشفى (Bicêtre) في جنوب باريس، وطلب إزالة السلاسل من المرضى النفسيين، وأسيس العلاج الأخلاقي. وفي 1809 نشر أول وصف لمبتسر الخرف (انفصام الشخصية).
1796
عرفت أحد مناطق انكلترا من قبل الكويكرز، وأشتهرت بالمعاملة الإنسانية وخدمتها النموذجية.

## الطب النفسي في القرن التاسع عشر
1808
صاغ الطبيب الألماني يوهان كريستيان ريل مصطلح «الطب النفسي».
1812
أصبح الطبيب الأمريكي بنيامين راش واحدا من إوائل دعاة المعاملة الإنسانية للمصابين بأمراض عقلية، ونشر مخطوط عن الاستفسارات الطبية والملاحظات علي أمراض العقل، أول مرجع أمريكي في الطب النفسي.
1821
تم عزل عنصر الليثيوم من أكسيد الليثيوم وتم وصفه كدواء من قبل الكيميائي الإنجليزي وليام توماس براند.
1841
ما أصبح الكلية الملكية للأطباء النفسيين، والمعروفة آنذاك باسم رابطة الضباط الطبيين للملاجئ والمستشفيات المجانين، تأسست في انكلترا، وأصبحت ملكية في عام 1926.
1844
رابطة المدراء الطبية للمؤسسات الأمريكية للجنون (AMSAII)، والتي تولد منها الرابطة الأمريكية للطب النفسي، تأسست في فيلادلفيا، بنسلفانيا.
1845
صدر قانون الجنون 1845 وقانون ملاجئ المقاطعة في انكلترا وويلز، مما أدي إلى تشكيل لجنة الجنون.
1852
نشر الطبيب الفرنسي بنديكت أوغستين موريل كتابه عن الطب النفسي (2 مجلد)؛ وطبع ثانية عام1860, واصفا فيه مصطلح «مبتسر الخرف» (demence precoce) للمرضى الذين يعانون من «سبات» (السوداوية)، وفي عام 1857 نشر كتابه Traité des Dégénérescences، معززا فيه فهم المرض العقلي على أساس نظرية تحلل، التي أصبحت واحدة من أكثر المفاهيم المؤثرة في الطب النفسي بقية القرن.
1859
نشر جوزيف بروير كتابه Traite Clinique et Therapeutique de L'Hysterie.
1893
عرف الطبيب النفسي الألماني Emil Kraepelin «مبتسر الخرف»، والذي تمت صياغته فيما بعد بانفصام الشخصية.
1895
نشر سيغموند فرويد وجوزيف بروير دراسات في الهستيريا، استنادا إلى حالة بيرثا بابنهايم (المعروف باسم آنا)، لكن فرويد وبروير اختلفا لاحقا نتيجة هاجس فرويد مع الجنس.
1899
وقدم تقسيمة كربلينينان Kraepelinian dichotomy بين الذهان العاطفي ومبتسر الخرف (انفصام الشخصية) في الطبعة السادسة من الكتاب الشهير.
نشر سيغموند فرويد تفسير الأحلام.

## الطب النفسي في مطلع القرن العشرين
1900
اكتشف طبيب الأمراض العصبية الروسي فلاديمير بيختيريف دور الحصين في الذاكرة.
1901
درس الطبيب النفسي الألماني ألويس الحالة الأولي من الزهايمر، والذي أصبح لاحقا يعرف باسم مرض الزهايمر.
نشر سيغموند فرويد «علم النفس المرضي في الحياة اليومية».
1902
أصبح أدولف ماير الطبيب النفسي السويسري المولد مدير معهد الطب النفسي لولاية نيويورك، وأثر عليه من خلال نهجه «الحس السليم»، والذي تضمن الاحتفاظ بسجلات مفصلة عن المريض. وصاغ مصطلح «الصحة النفسية».
1905
أنشأ عالمي النفس الفرنسيين ألفرد بينيه وتيودور سيمون مقياس بينيه-سيمون النفسي لتقييم القدرة الفكرية، واضعين بذلك بداية الاختبارات النفسية.
1906
نشر عالم الوظائف الحيوية الروسي إيفان بافلوف أول دراسات عن التكييف.
1908
صاغ الطبيب النفسي السويسري بول يوجين مصطلح «الفصام».
1909
زار سيغموند فرويد جامعة كلارك، وفاز على مؤسسة الولايات المتحدة النفسية.
1910
أسس سيغموند فرويد جمعية التحليل النفسي الدولية (IPA)، مع كارل يونغ كأول رئيس، وأوتو رانك في منصب سكرتير أول.
افتتح بوريس سيديس معهد سيديس النفسي (مستشفى خاص) في مزارع مابلوود في بورتسموث بنيوهامبشير لعلاج المرضي العصبيين باستخدام أحدث الأساليب العلمية.
1911
غادر ألفريد أدلر مجموعة التحليل النفسي لفرويد، وشكل مدرسته الخاصة الفكر، واتهم فرويد بالمغالاة في النشاط الجنسي واستناد نظريته علي طفولته.
تأسيس جمعية التحليل النفسي الأمريكية.
1913
تأسست جمعية التحليل النفسي البريطانيه من قبل إرنست جونز، الذي أصبح كاتب سيرة فرويد.
وبالتنويه عن عجز فرويد عن الاعترف بالدين والروحانية، فإن ذلك أدي إلي انفصال كارل يونغ، وتطوير نظرياته الخاصة، وعرفت مدرستة الفكرية باسم علم النفس التحليلي.
أصبح يعقوب ال مورينو رائد مجموعة أساليب العلاج النفسي في فيينا، والتي انتهجت العفوية والتفاعل، وأصبحت تعرف في وقت لاحق باسم سيكودراما وقياس العلاقات الاجتماعية.
1914
نشر سيغموند فرويد عن النرجسية: مقدمة في النرجسية.
1917
نشر سيغموند فرويد مقدمة في التحليل النفسي، والحداد والكآبة.
1920
طور الطبيب النفسي السويسري هرمان رورشاخ اختبار لطخة حبر رورشاخ.
1921
نشر سيغموند فرويد سيكولوجية الجماعة وتحليل الأنا.
1923
اكتشف كل من الصيدلي الألماني أوتو لوفي، وطبيب الأعصاب الإنجليزي السير هنري ديل الأستيل كولين، أول ناقل عصبي تم وصفه، وفازا بجائزة نوبل 1936.
1924
اكتشف طبيب النفس والأعصاب الألماني هانز بيرجر تخطيط موجات الدماغ البشرية.
نشر أوتو رانك كتابه صدمة الميلاد، وصاغ مصطلح «ما قبل الأوديبية»، مما تسبب في انفصال فرويد عنه.
1926
تأسست Société Psychanalytique de Paris بتأييد من سيغموند فرويد. وأغلقها النازيون عام 1940.
1927
طور الطبيب النفسي النمساوي مانفريد ساكل طريقة معالجة بالصدمة الإنسولينية كعلاج للذهان. وقفها في 1970.
فاز الطبيب النمساوي يوليوس فاغنر ياوريغ بجائزة نوبل لاختراعه العلاج الملاري لعلاج الشلل العام لمجنون (الزهري العصبي). وبادر العلاج في عام 1917.
1928
أسست الجمعية الهندية للصحة العقلية.
1933
نشر الطبيب النفسي المجري ساندور ورقة مدعيا أن تقارير المرضى حول الاعتداء الجنسي في مرحلة الطفولة صحيحة، وزود الورقة بتفسير نفسي، مما تسبب لاننفصال فرويد عنه.
1935
تم تشكيل القسم الهندي من الجمعية الملكية الطبي-النفسي نتيجة لجهود الدكتور باناراسي داس.
1938
طبيب الأعصاب الإيطالي أوغو، والطبيب النفسي الإيطالي لوسيو بيني اكتشفا المعالجة بالتخليج الكهربائي.
1942
أسس الطبيب النفسي السويسري لودفيغ بنسوانغر العلاج الوجودي.
تسببت المناقشات المثيرة للجدل بين آنا فرويد ابنة سيغموند فرويد، وبين ميلاني كلاين، مؤسسة نظرية العلاقة بالموضوع في انقسام جمعية التحليل النفسي البريطانية إلي ثلاث معسكرات.
1944
تصنيع الريتالين (ميثيل).
1946
نشرت ماري جين وارد رواية حفرة الثعبان، والتي تم تصويرها عام 1948، مما تسبب في اصلاحات مستشفيات الأمراض النفسية في الولايات المتحدة.
1947
تأسيس جمعية الطب النفسي الهندية.
1948
تجلت قدرة كربونات الليثيوم لتحقيق الاستقرار المزاج في اضطراب المزاج ثنائي القطب (الهوس والاكتئاب) من قبل الطبيب النفسي الأسترالي جون كيد، ليصبح أول دواء فعال لعلاج مرض عقلي.
1949
فاز طبيب الأعصاب البرتغالي أنطونيو مونيز بجائزة نوبل لانجازاته في فصل فص المخ الجبهي.

## عصر علم الأدوية النفسية الجديدة
1950
تأسست الجمعية العالمية للطب النفسي.
1952

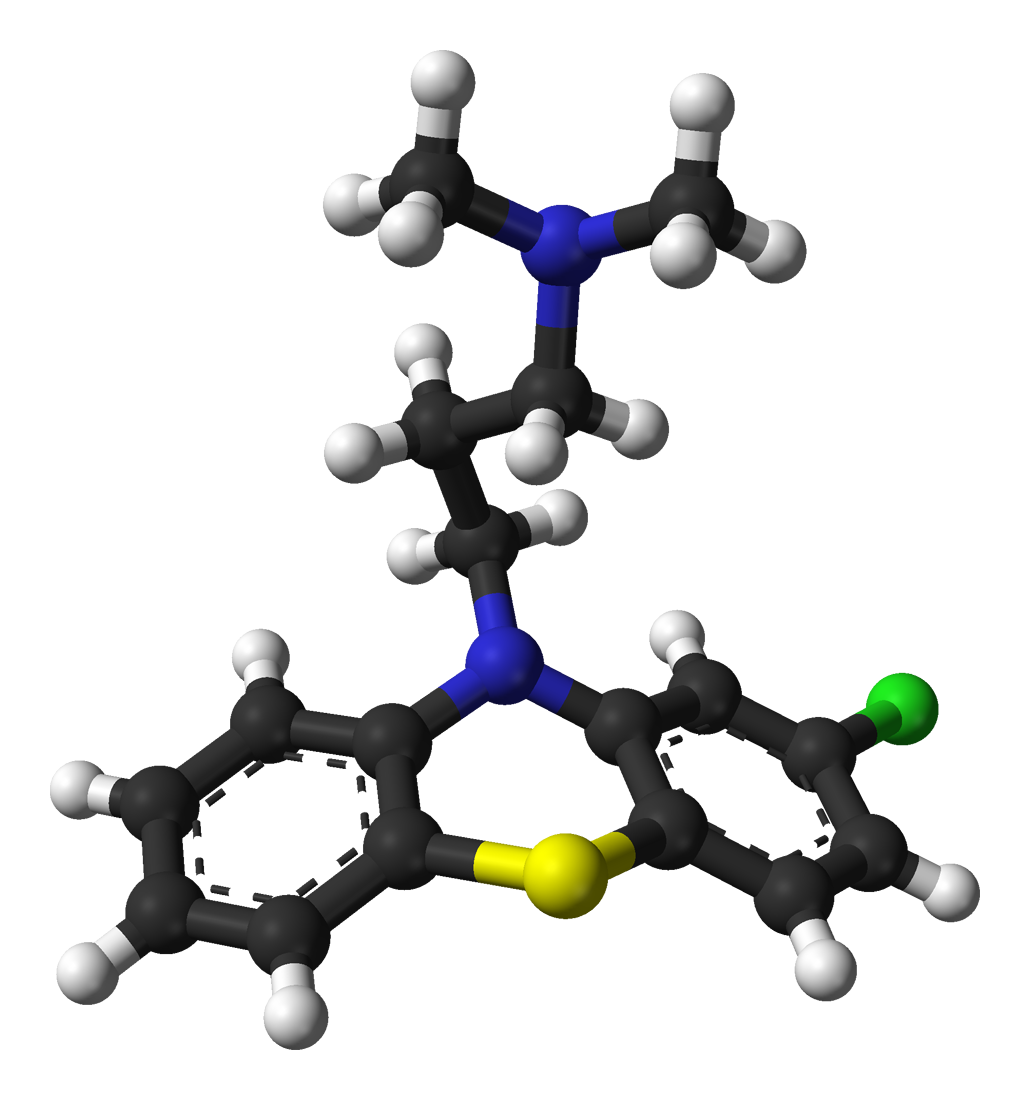
التركيب الكيميائي للكلوربرومازين

أجريت أول تجربة سريرية منشورة عن الكلوربرومازين وهو أول مضاد للذهانفي مركز طبي بباريس، وعرف باسم Largactil في أوروبا، وتم جلبه إلى مونتريال بواسطة هاينز ليمان وسمي Thorazine..
1952
نشرت الجمعية الأمريكية للأطباء النفسيين أول الدليل التشخيصي والإحصائي للاضطرابات العقلية؛ تم مراجعته في عام 1968، 1980/7، 1994، 2000 و 2013.
1952
تم اكتشاف أول مضاد للاكتئاب من نوع مثبط أكسيداز أحادي الأمينا.
1953
اكتشف الفسيولوجي ناثانيل كلايتمان نوم حركة العين السريعة (REM)، وأسس أبحاث النوم الحديثة.
1954
اكتشف جيمس أولدز وبيتر ميلنر من جامعة ماكجيل نظام المكافأة في الدماغ.
بدأ روجر سبيري من معهد كاليفورنيا للتكنولوجيا البحوث الانقسام في الدماغ.
تأسيس معهد عموم الهند للصحة العقلية بناء على توصية من لجنة Bhore في عام 1946، ليصبح المعهد الوطني للصحة العقلية والعصبية (NIMHANS) في عام 1974 في بنغالور.
1956
اقترح كل من جريجوري باتيسون، جون يكلاند، دونالد، جاكسون، وجاي هالي نظرية ربط مزدوجة من مرض انفصام الشخصية، والتي تعتبر المرض نتيجة تلقى الشخص رسائل مختلفة أو متناقضة.
نشرت الترجمة الإنجليزية النسخة القياسية من الأعمال النفسية الكاملة لفرويد في 24 مجلدا (1956-1974).
1957
أظهرت أرفيد كارلسون أن الدوبامين هو ناقل عصبي في الدماغ.
اكتشاف مضادات الاكتئاب ثلاثية الحلقات، واكتشف أحدها من الغدة الصنوبرية.
1958
عزل هرمون الميلاتونين من هارون بي ليرنر وآخرون. ييل معزولة جامعة، والذي وجد له دور في تنظيم إيقاع الساعة البيولوجية.
1960
وضعت آرون بيك العلاج المعرفي.
1960
قدم الكلورديازيبوكسيد كأول مركب من مركبات البنزوديازيبين تحت الاسم التجاري الليبريوم.
1961
نشر أستاذ الطب النفسي توماس سزسز كتابه أسطورة المرض العقلي.
1963
قدم الرئيس الأمريكي جون كينيدي تشريعات تفوض المعهد الوطني للصحة العقلية لإدارة المراكز الصحية النفسية للمرضي الذين تم تسريحهم من المستشفيات النفسية للدولة.
1964
نشر رونالد ديفيد لينج كتابه «سلامة العقل، الجنون والأسرة»، مدعيا أن جذور انفصام الشخصية تكمن في «رابطة الأسرة»، حيث يظلم أفرد الأسرة بعضهم البعض.
1970
وافقت إدارة الغذاء والدواء الأمريكية علي استخدام الليثيوم للهوس الحاد.
صدر قانون المواد الخاضعة للرقابة الأمريكية، وأدرج السيلوسيبين، والعقارات الهلوسة، والماريجوانا في الجدول الأول.
1972
نشر عالم النفس الأمريكي ديفيد روسنهن تجربة روزنهان، والتي تحدث مصداقية التشخيص النفسي.
1973
أزالت الرابطة الأمريكية للطب النفسي المثلية الجنسية من قسم الاضطرابات العقلية.
التأسيس الرسمي لتجمع المثليين من أعضاء الرابطة الأمريكية للطب النفسي، وتغير اسمه إلى رابطة الأطباء النفسيين مثلي الجنسية في عام 1985.
1977
نشر التصنيف الدولي للأمراض من قبل منظمة الصحة العالمية.
1980
التصنيف الرسمي للمتحولين جنسيا من قبل الرابطة الأمريكية للطب النفسي بأنهم مصابون «اضطراب الهوية الجنسية».
1982
أطلق برنامج الصحة النفسية الوطنية (NMHP) في الهند.
1983
تأسست جمعية الطب النفسي الأوروبي.
1987
تمت صياغة قانون الصحة العقلية الهندي من قبل البرلمان، لكنه دخل حيز التنفيذ في جميع أراضي الهند في أبريل 1993. هذا القانون حل محل قانون الجنون الهندي من عام 1912.
1988
اطلاق عقار فلوكستين (الاسم التجاري بروزاك)، أول مضادات اكتئاب من نوع مثبطات استرداد السيروتونين الانتقائية (SSRI)، وسرعان ما أصبح الأكثر تداولا.
تأسست جمعية النفسية والعصبية الأمريكية.
1990
اكتشاف تقنية استخدمت في تصوير نشاطات الدماغ بالرنين المغناطيسي من قبل الدكتور سيجي أوجاوا.
1991
طبق كينيث كوونغ تقنية سيجي أوجاوا بنجاح ليصور أنشطة الدماغ بالرنين المغناطيسي، ونشرت النتائج في عام 1992.
1994
تم اكتشاف هرمون لبتين المثبط الشهية.
1996
وقع الرئيس الأميركي بيل كلينتون قانون مساواة الصحة العقلية، والتي جعلت الظروف النفسية مساوية لأي مرض طبي أو جراحي خلال مقدمي خدمات التأمين الصحي. في عام 2008 وقع الرئيس جورج دبليو بوش نسخة معدلة.

## القرن الواحد والعشرين
2000
تأسست منظمة نو فري لانش (No Free Lunch) من قبل الدكتور بوب غودمان، طبيب باطني من نيويورك.
2002
تأسس المجلس الأوروبي لأمراض الدماغ في بروكسل.
تم تغيير عبارة عن مرض انفصام الشخصية في اليابان من مرضي انفصالي الي اضطراب التكامل للحد من وصمة العار، واستلهم الاسم الجديد من النموذج البيولوجي النفسي الاجتماعي.
2012
في عام 2009 أسست الجمعية الأميركا لأطباء الغدد الصماء أفضل الممارسات الطبية للأطفال المتحولين جنسيا والتي شملت وصف عقاقير قمع البلوغ يليه العلاج الهرموني والذي يبدأ في حوالي سن 16 عاما، وفي عام 2012 كررت الأكاديمية الأمريكية لطب الأطفال والمراهقين النفسي هذه التوصيات.
أصدرت جمعية الأمريكية للطب النفسي الموقف الرسمي الذي يدعم العاية والحقوق المدنية للمتحولين جنسيا.
2013
نشر الدليل التشخيصي والإحصائي للاضطرابات النفسية النسخة الخامسة من قبل الجمعية الأمريكية للطب النفسي، ومن بين ذلك، فقد أزال هذا الإصدار مصطلح «اضطراب الهوية الجنسية»، والذي كان يعتبر وصم، واستبدله بمضطلح آخر يضع تركيزه فقط على أولئك الذين يشعرون بالأسى من هويتهم الجنسية.